# Firfol
Firfol település Franciaországban, Calvados megyében. Lakosainak száma 367 fő (2022. január 1.). Firfol Courtonne-la-Meurdrac, Glos, Hermival-les-Vaux, Marolles és Ouilly-du-Houley községekkel határos.

## Népesség
A település népességének változása:
| Lakosok száma | 206  | 343  | 382  | 432  | 446  | 428  | 414  | 398  | 387  | 367  |
|               | 1968 | 1982 | 1990 | 2006 | 2013 | 2015 | 2017 | 2019 | 2020 | 2022 |